# Lykotas (Kentaur)

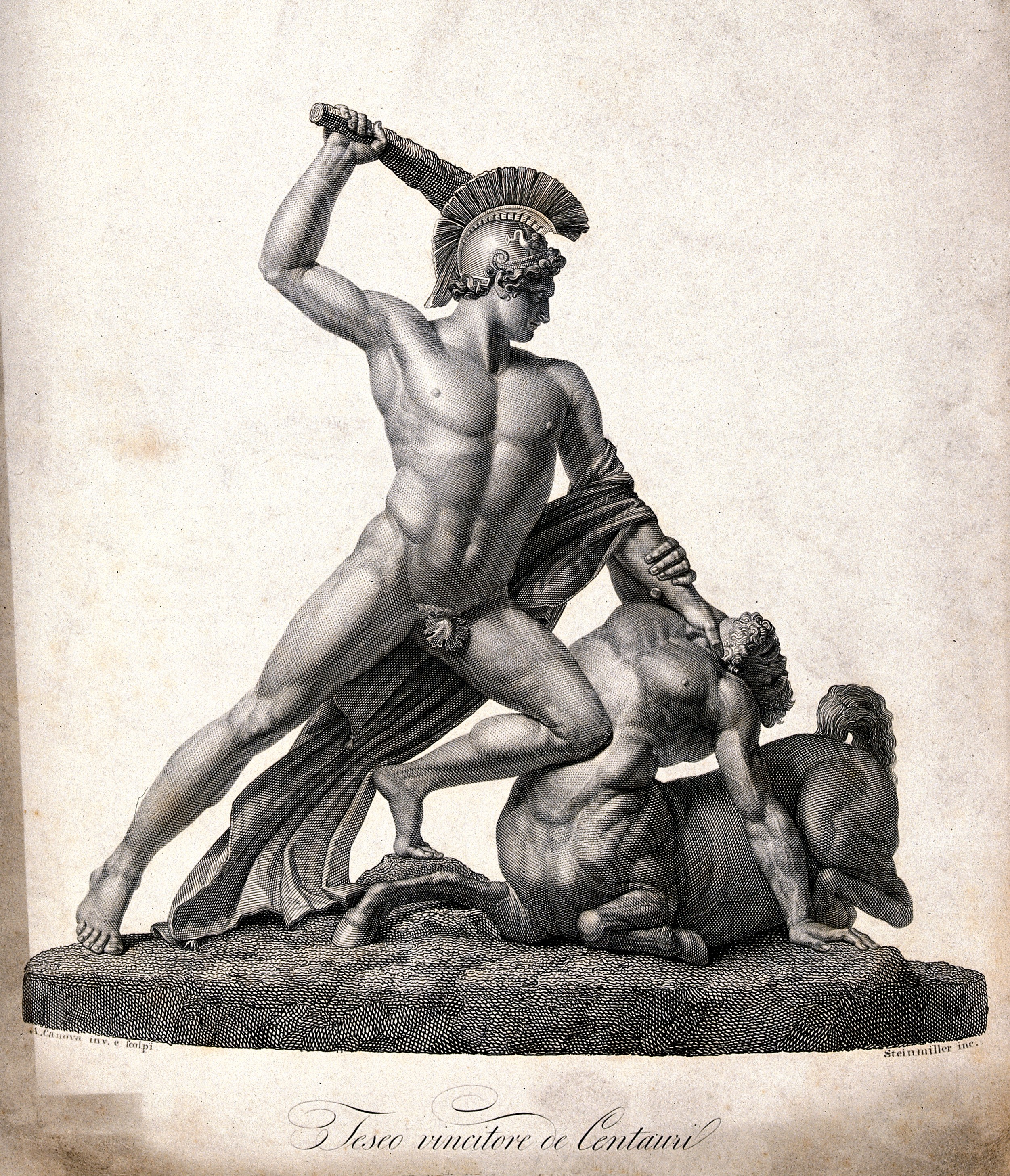
Joseph Steinmüller (1795–1841), Stahlstich nach Antonio Canova: Kentaur am Boden, Theseus schlägt zu.

Lykotas, oft auch Lycopes, ist ein Kentaur, der in der auf der Hochzeit des Lapithen Peirithoos ausbrechenden Kentauromachie vom Argonauten Theseus getötet wird. Einzige Quelle ist das 12. Buch der ovidschen Metamorphosen.

## Name
Lykótas kommt von griechisch Λυκώτας, Lykṓtas; lateinisch Lycótas; Lycópes von Λυκώπης, Lykṓpēs; lateinisch Lycópes.
Textausgaben und Übersetzungen bieten meist Lykotas oder Lycopes. Weitere Varianten für den originalen Akkusativ: ly(i)chepen, lycepen, licepen, liceum, li(y)cetum, lycotan, Λυκώτην/Lykṓtēn, Lycespen, Lykoden.
Der etymologische Kern von Lykotas/Lycopes ist λύκοσ, lýkos, Wolf; die Suffices ‑des, ‑tas, ‑pes oder ‑pas bewirken Adjektive mit der Bedeutung „wolfsähnlich“,
diese substantiviert: Wolfsähnlicher, Wolfsverwandter, freier übersetzt Wolfsmann oder -mensch.
Der Name gehört zu den späteren anthropomorphen Kentaurennamen. „Auf Wildheit, Grausamkeit und rohen Charakter beziehen sich ... von wilden Tieren entlehnte Namen.“ Sie kennzeichnen wilde und grausame Halbmenschen, wie hier den „Wölfischen“.

## Mythos
Er besteht aus einer Verszeile zusammen mit dem Enjambement (sternit) im zweiten Vers. In der Übersetzung können beide auf einen Hexameter zusammenschmelzen. Lykotas tritt zusammen mit dem Nedymnus auf, sie sind zusammen zu betrachten.

### Text
Ovid, Metamorphosen 12, 350–351:

róbore Nédymnúm iaculátorémque Lycótan / stérnit.
Eigenübersetzung in Prosa:

Mit dem Hartholz streckt er (342: der Ägide Theseus) den Nedymnus und den Schleuderer Lykotas nieder.
Übersetzung im Versmaß:

Suchier: „Dánn schlägt níeder das Hólz (des Theseus) den Nedýmnos, den Wérfer Lykótas.“

Voß: „Aúch Nedýmnus erlág und der Lánzenschnéller Lykótas, /
seínem (Theseus’) zermálmenden Schwúng.“

### Interpretation
Lykotas, als „Schleuderer“ individuell herausgehoben, wird mit -que/und eng an Nedymnus, der kein Epitheton hat, angeschlossen, so als stürben sie mit einem Hieb. Das Enjambement betont die Wucht des Schlags. Ovid verschweigt, was Lykotas „schleudert“. Üblich sind für Kentauren „primitive“ Waffen, Felsbrocken und ausgerissene Bäume. Übersetzer Voß verpasst ihm eine Lanze, die aber eher den überlegenen Lapithen und Argonauten zuzuordnen wäre. Doch Ovid – variatio delectat – weicht kunstvoll ab und lässt hier Theseus in einer Siegesserie mehrere Kentauren, mittendrin Lykotas, mit einer „primitiven“ Keule (robor) zermalmen. Zur literarischen Gestaltung siehe Nedymnus.

## Quelle
- Ovid: Metamophosen 12, 350–351, Übersetzung Suchier, Wikisource.
- Johann Heinrich Voß: Ovids Verwandlungen, Berlin 1798, projekt-gutenberg.org.